# Beniamino Simoni
Beniamino Simoni (Fresine, 1712 – Brescia, 1787) è stato uno scultore italiano.

## Vita ed opere
Originario di una piccola frazione del comune di Cevo, in Valsaviore, Beniamino Simoni si formò come scultore nel fiorente contesto delle botteghe di intagliatori della Val Camonica, ove erano sempre attive le dinastie dei Ramus e degli Zotti, ed ove era, in quegli anni, dominante la bottega di Andrea Fantoni.
Rispetto ai modi convenzionali e ripetitivi delle opere d'intaglio nel campo dell'arte sacra imperanti in Val Camonica verso la metà del XVIII secolo, egli si distinse presto per il vigore realistico e la ruvidezza del suo linguaggio artistico.
La sua produzione artistica si incentrò soprattutto nella realizzazione dell'apparato decorativo statuario - concepito in linea con la tradizione piemontese e lombarda dei Sacri Monti - che popola le cappelle del Santuario della Via Crucis a Cerveno. Si tratta dell'opera principale, ma anche del punto artistico più alto raggiunto dallo scultore.
Sono quasi 200 le statue in legno ed in gesso dipinto che egli realizzò tra gli anni 1752 - 1761; esse riprendono - particolarmente per le figure maschili che affollano le diverse stazioni misteriche palesando una gamma variegata di sentimenti e di istinti primordiali - il linguaggio vigoroso, popolare ed anticlassico che il Romanino aveva portato in Valcamonica.
Giovanni Testori - a cui si deve, dopo secoli di oblio, la “riscoperta” del Simoni - osserva a questo proposito: 
(G. Testori, Beniamino Simoni a Cerveno, Grafo edizioni, Brescia, 1976)
Sempre Testori ha sottolineato le affinità che intercorrono tra i lavori di Beniamino Simoni ed i dipinti di Giacomo Ceruti detto il Pitocchetto, artista a lui contemporaneo (attivo anche in Valcamonica) che ritrasse sulle sue tele la gente umile, colta con verità e umanità nella vita quotidiana.

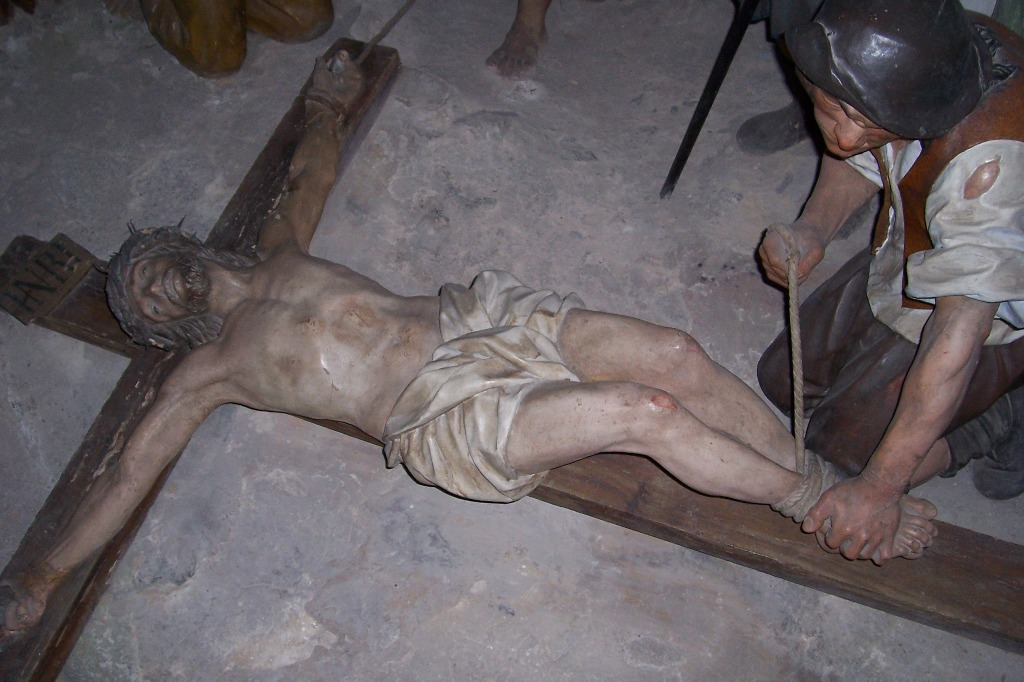
Beniamino Simoni, Gesù è inchiodato sulla croce, Santuario della Via Crucis, Cerveno.

Motivi che non si conoscono con precisione, ma che possono connettersi ad un deterioramento dei rapporti con il nuovo parroco di Cerveno, determinarono nel 1761 l'interruzione della sua attività per le cappelle della Via Crucis, quando i lavori non erano ancora terminati. In una lettera inviata dal parroco di Cerveno agli eredi di Andrea Fantoni perché subentrassero (come poi avvenne) nella prosecuzione della Via Crucis si avverte tutta la disistima nei confronti di Beniamino, che non viene neppure nominato, mentre il suo arrivo a Cerveno viene definito un accidente, aggiungendo poi sbrigativamente che egli non è in caso di terminare detta nostra Fabbrica.
L'oblio in cui cadde la figura del Simoni rende difficile - al di là delle statue realizzate per la Via Crucis di Cerveno - la ricostruzione del catalogo dei suoi lavori. Si ritiene unanimemente che vadano ascritti alla sua opera le statue del Compianto sul Cristo Morto presenti a Breno nella Parrocchiale di San Salvatore (Duomo), opera che avrebbe dovuto popolare la XIV cappella della Via Crucis.
Recenti indagini hanno consentito di attribuire al Simoni anche le sette statue del Compianto sul Cristo Morto (o Santo Sepolcro) posto nella Parrocchiale di Santa Maria a Padenghe sul Garda eseguite nel 1732 e che sono illuminanti per comprendere gli esordi artistici dello scultore della Valsaviore.

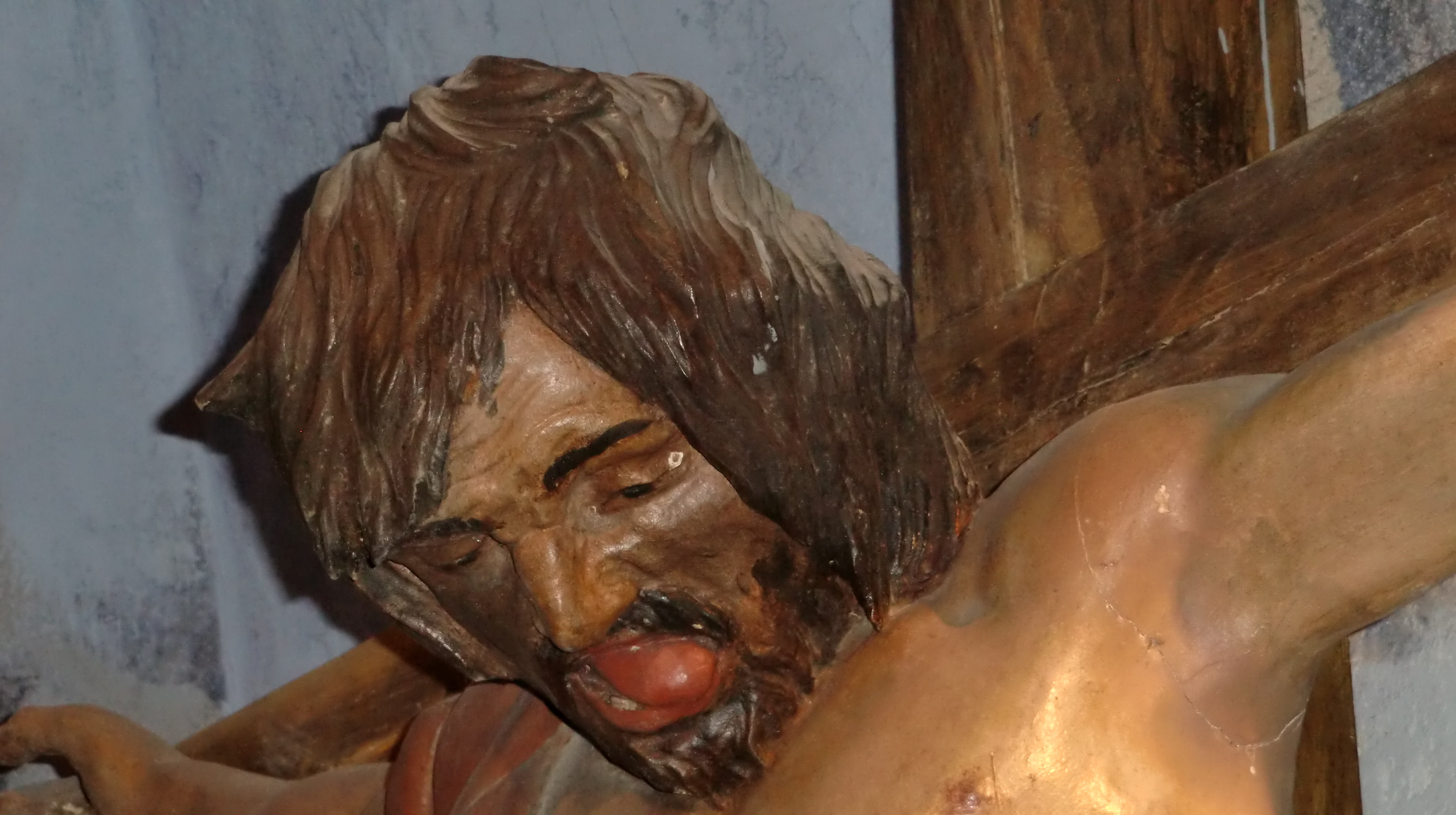
Beniamino Simoni, Stazione XII, particolare del Cattivo Ladrone, Santuario della Via Crucis, Cerveno

Altre opere attribuite, con minor certezza, a Beniamino Simoni sono:
- due angeli che affiancano il Santo Sepolcro nella Parrocchiale di San Martino a Cerveno;
- le statue nel Calvario custodite nel Museo d'Arte Sacra San Martino ad Alzano Lombardo;
- l'Altare dell'Addolorata nella Parrocchiale di San Martino a Capo di Ponte;
- l'Altare del Rosario nella chiesa dei Santi Faustino e Giovita a Darfo;
- le statue dei Santi Pietro e Paolo nella parrocchiale di San Paolo ad Esine;
- le statue in stucco raffiguranti Santa Caterina di Alessandria l'Immacolata, San Giuseppe, Sant'Anna e San Giovanni Battista nella parrocchiale di Sant'Andrea Apostolo a Malegno;
- le statue di Sant'Antonio da Padova con Gesù Bambino nella parrocchiale di Ossimo Inferiore, ca 1753.
- le statue di San Siro e Santa Lucia nella parrocchiale di Castel Mella.